# Another Green World
Another Green World — третій студійний альбом британського музиканта Браяна Іно.

## Список композицій
Всі пісні написані Браяном Іно

### Перша сторона
1. Sky Saw — 3:25
2. Over Fire Island — 1:49
3. St. Elmo's Fire — 3:02
4. In Dark Trees — 2:29
5. The Big Ship — 3:01
6. I'll Come Running — 3:48
7. Another Green World — 1:38

### Друга сторона
1. Sombre Reptiles — 2:26
2. Little Fishes — 1:30
3. Golden Hours — 4:01
4. Becalmed — 3:56
5. Zawinul/Lava — 3:00
6. Everything Merges with the Night — 3:59
7. Spirits Drifting — 2:36

## Учасники запису
- Браян Іно — вокал, синтезатор, бас-гітара, гітара, ударні, драм-машина, фортепіано, клавішні, Hammond і Farfisa орган, Yamaha бас-педалі, звукові ефекти, продюсер
- Джон Кейл — скрипка (в Sky Saw і Golden Hours)
- Філ Коллінз — ударні (в Sky Saw, Over Fire Island і Zawinul/Lava)
- Роберт Фріпп — гітари (в St. Elmo's Fire, I'll Come Running і Golden Hours")
- Персі Джонс[en] — безладова бас-гітара (в Sky Saw, Over Fire Island і Zawinul/Lava)
- Родерік Мелвін — фортепіано Fender Rhodes, фортепіано (в Sky Saw, I'll Come Running і Zawinul/Lava)
- Пол Рудольф[en] — бас, бас-гітара, гітара, снер-барабан (в Sky Saw, I'll Come Running і Zawinul/Lava)
- Браян Террінгтон — бас-гітара, фортепіано (в Everything Merges With the Night)

### Сесійні музиканти
- Ретт Девіс[en] — продюсер, звукорежисер
- Роберт Еш — асистент звукорежисера
- Гай Бідмід — асистент звукорежисера
- Беррі Сейдж — асистент звукорежисера
- Боб Бовкетт — типографія
- Рітва Саарікко — фотографія
- Том Філліпс[en] — обкладинка (деталь з After Raphael)

## Позиції в чартах
| Чарт (1979)              | Найвища позиція |
| ------------------------ | --------------- |
| New Zealand Albums Chart | 24              |